# Aljustrel (Fátima)

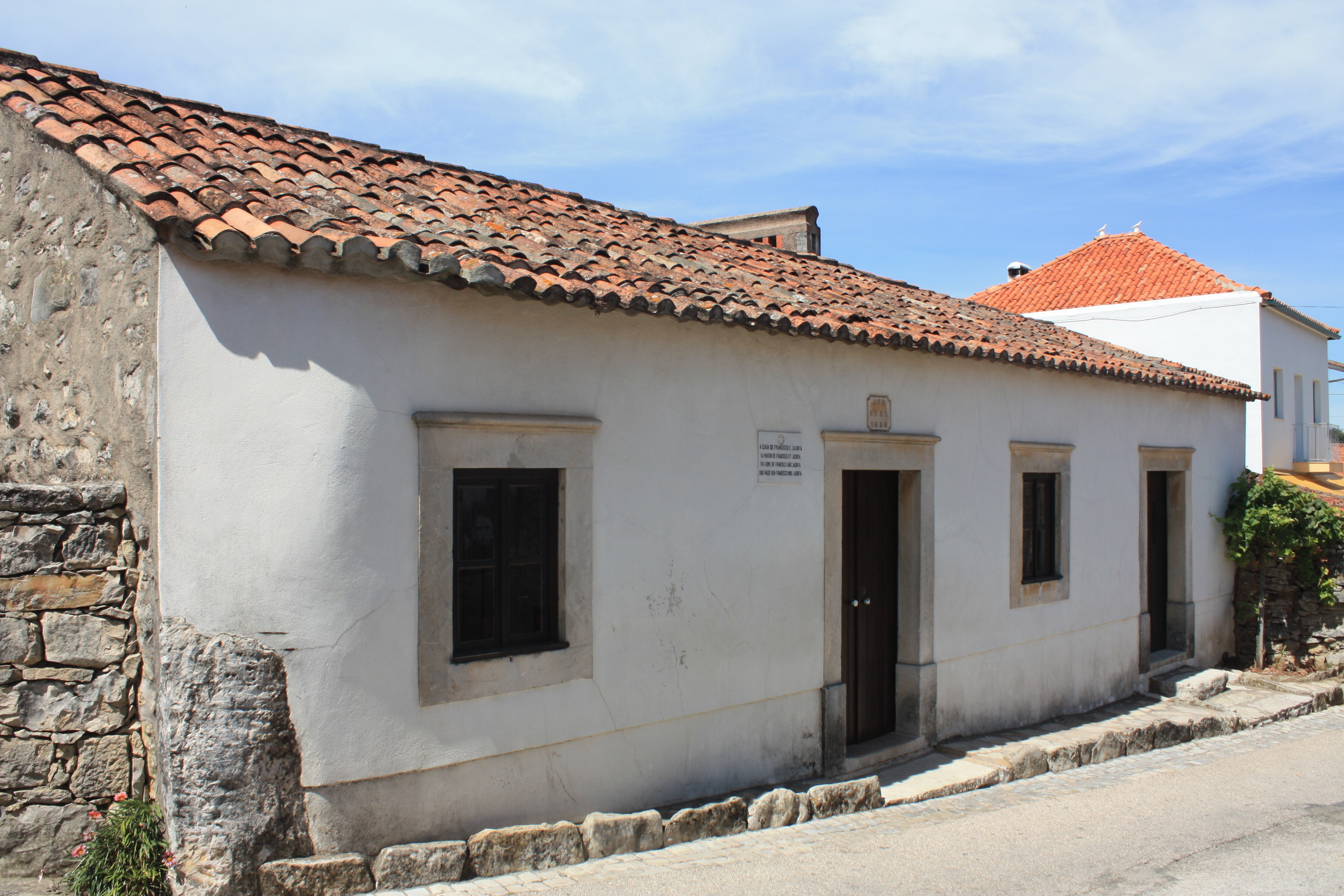
Casa onde nasceram os santos Francisco e Jacinta Marto em Aljustrel, Fátima.

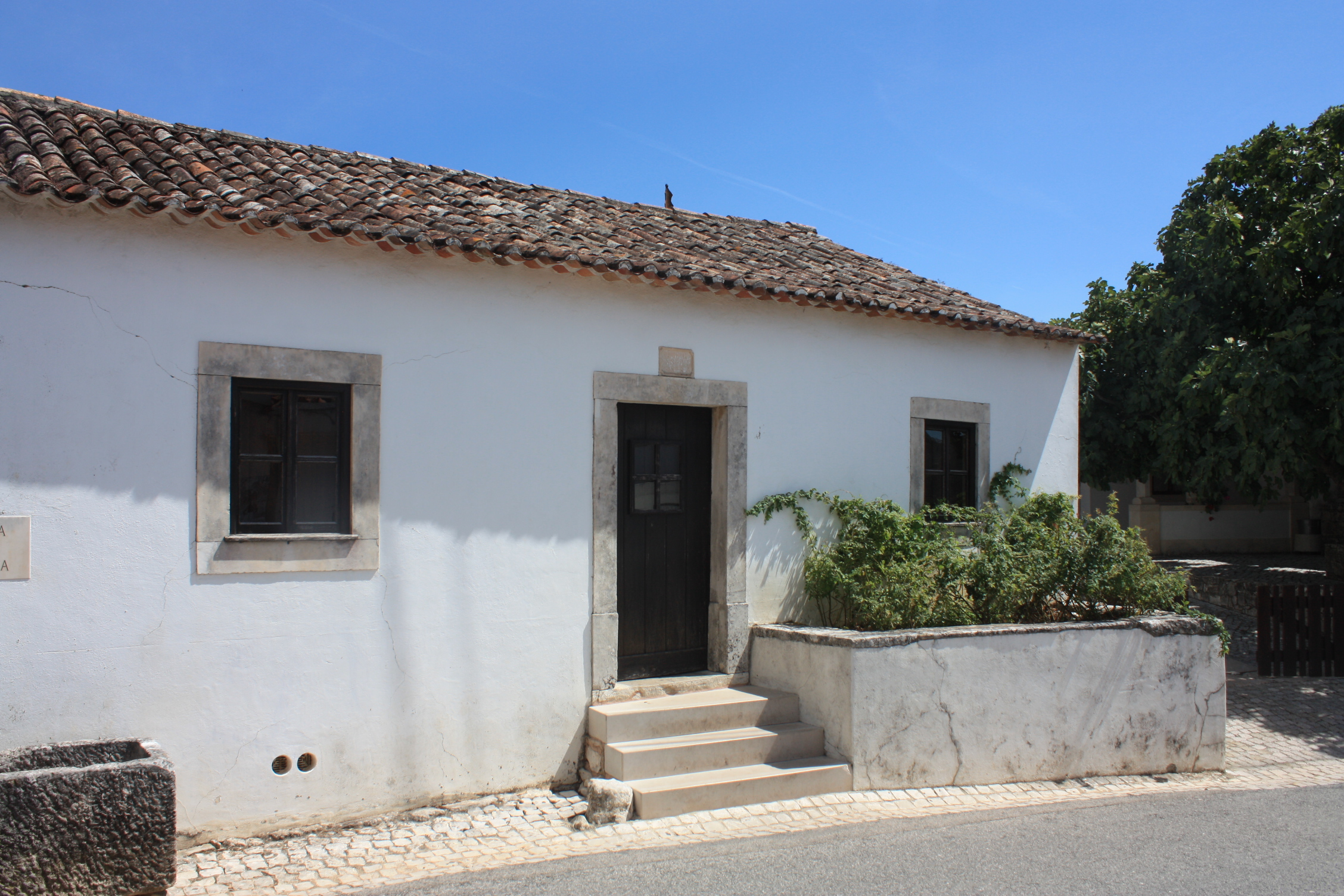
Casa onde nasceu Lúcia (ou Irmã Lúcia), mensageira de Nossa Senhora de Fátima.

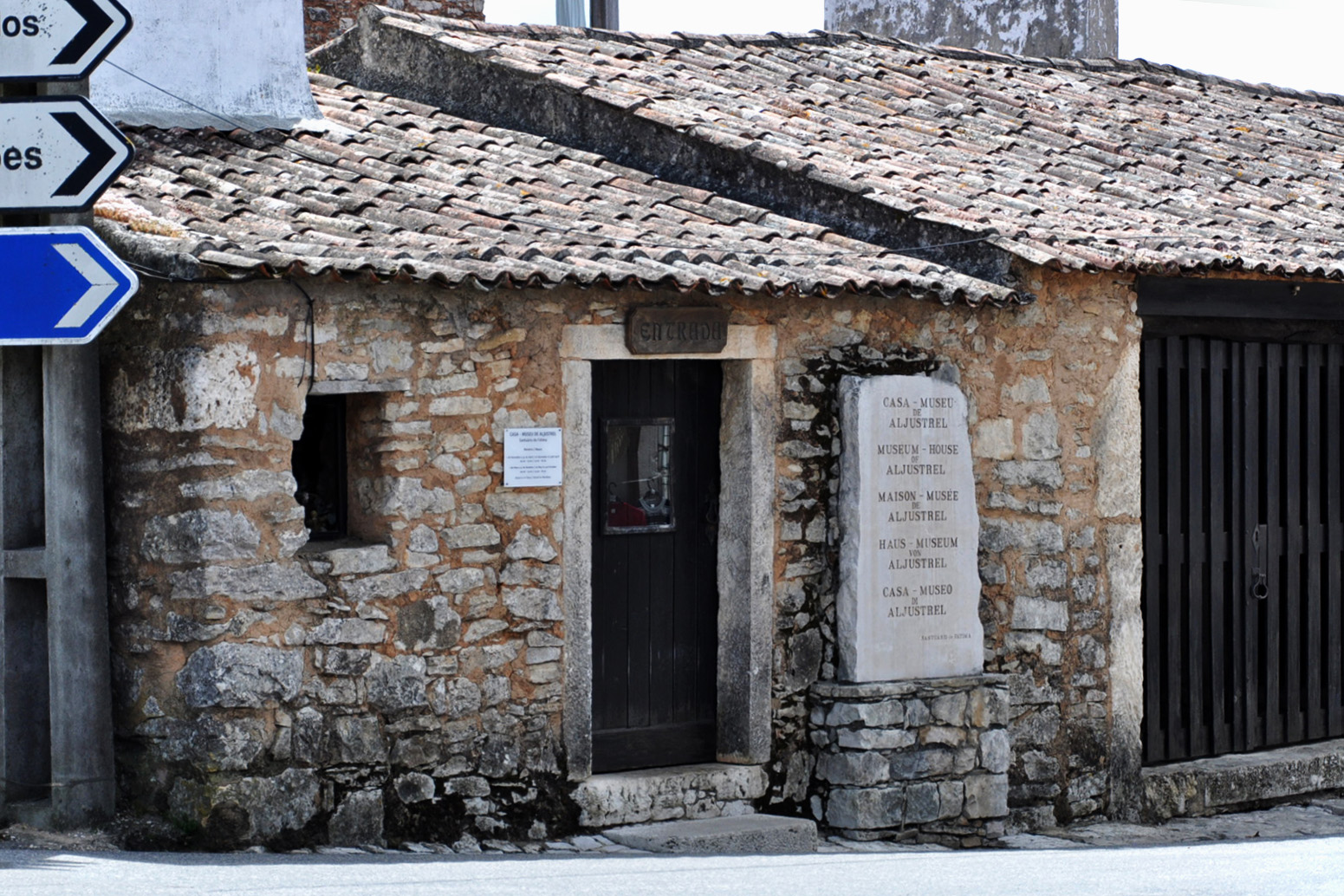
A Casa-Museu Etnográfico de Aljustrel.

Aljustrel é um lugar na freguesia de Fátima, situado no concelho de Ourém, distrito de Santarém, na província da Beira Litoral, região do Centro e sub-região do Médio Tejo, em Portugal.
Dista cerca de 2 km da sede da freguesia e 3 km da Cova da Iria, o famoso lugar onde ocorreram as principais aparições da Santíssima Virgem Maria e onde se ergue o conhecido Santuário de Fátima.
Trata-se de uma localidade conhecida, sobretudo, por se tratar do lugar de origem dos três pastorinhos, Lúcia dos Santos e seus primos Francisco e Jacinta Marto, videntes das aparições de Fátima. Por esse motivo, é lugar de afluente turismo religioso internacional, sobretudo de peregrinos que se dirigem ao Santuário de Fátima e que, durante a sua estadia, aproveitam para conhecer o contexto original das aparições de 1916 e 1917, a origem e vida dos pastorinhos e de suas famílias.
É possível visitar, em Aljustrel, as casas onde nasceram os videntes de Nossa Senhora de Fátima, bem como uma casa-museu etnográfico.

## Arruamentos
O lugar (ou aldeia) de Aljustrel contém 14 arruamentos. São eles:
| - Rua António dos Santos | - Rua do Poço |

## Galeria de fotografias

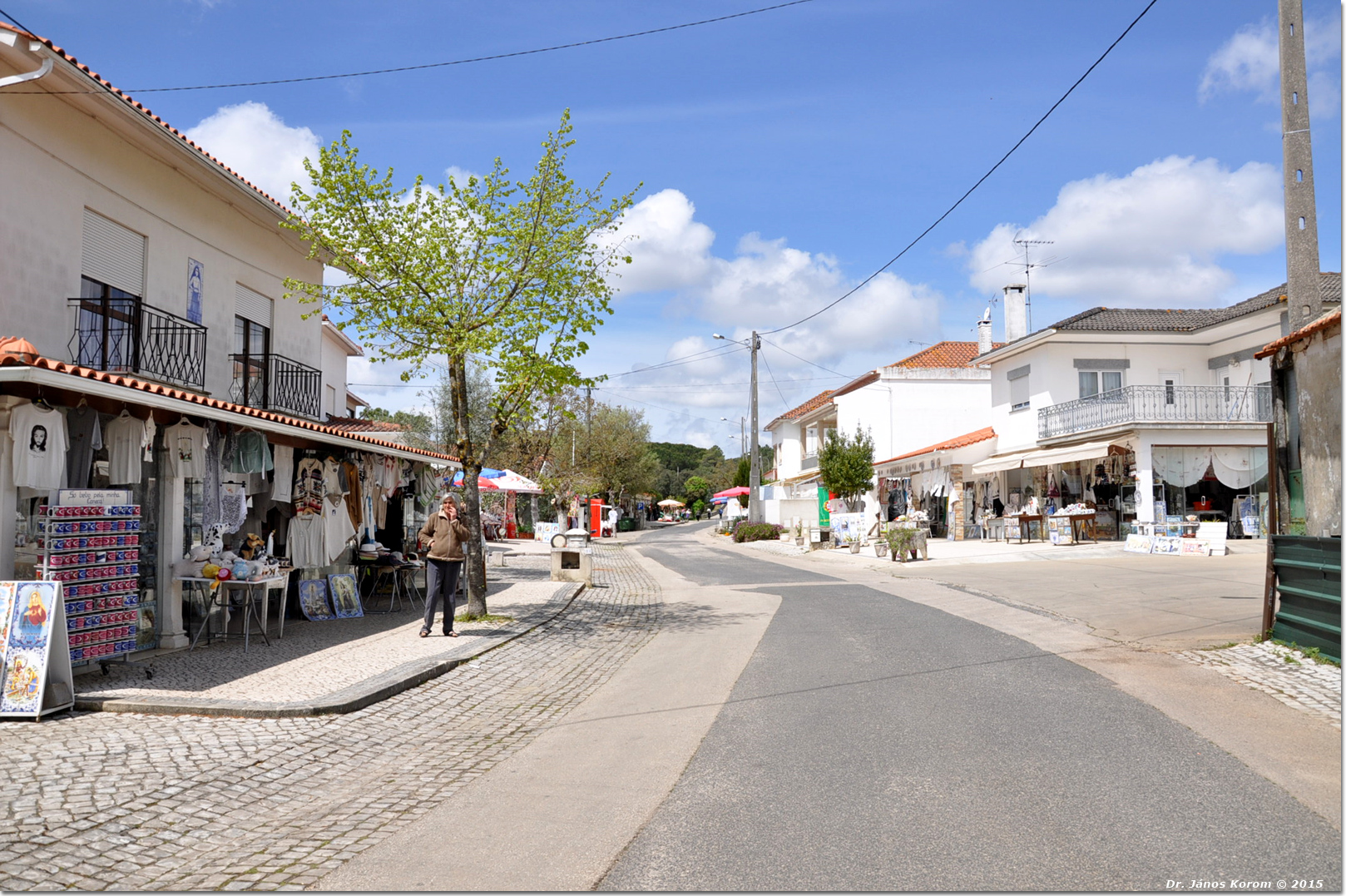
A rua de acesso aos Valinhos em Aljustrel
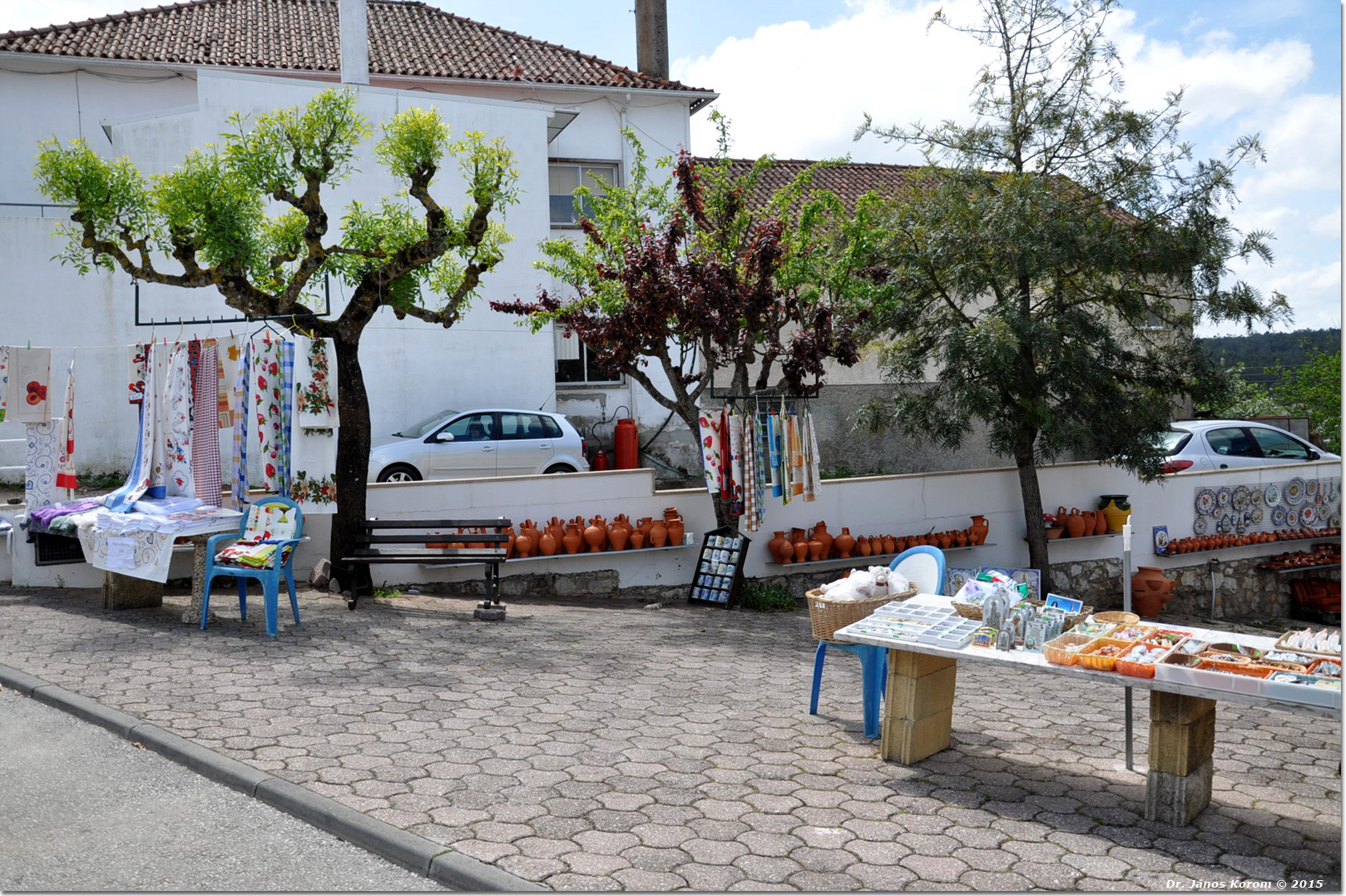
O comércio local numa rua de Aljustrel
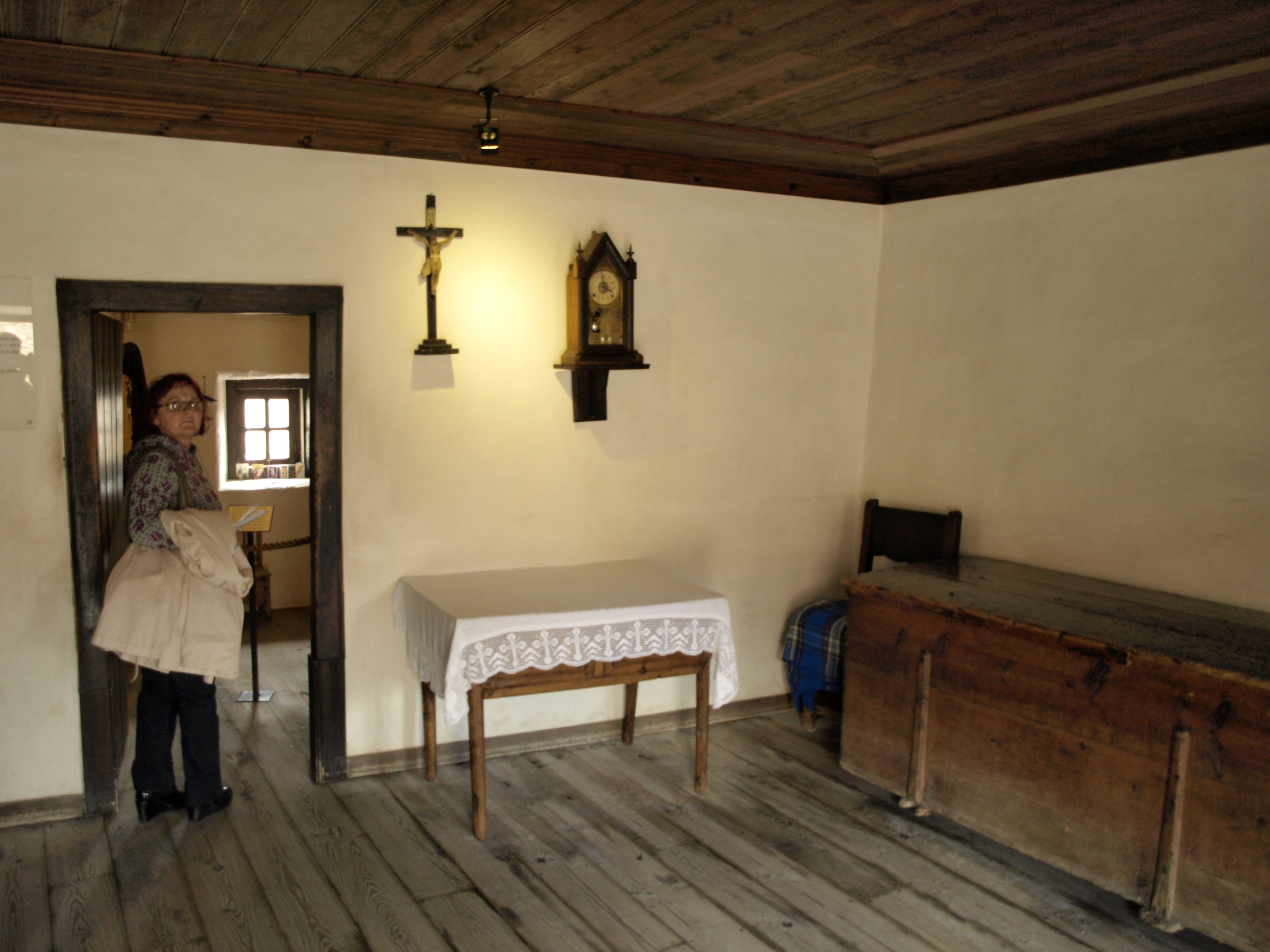
Interior da casa dos santos Francisco e Jacinta Marto
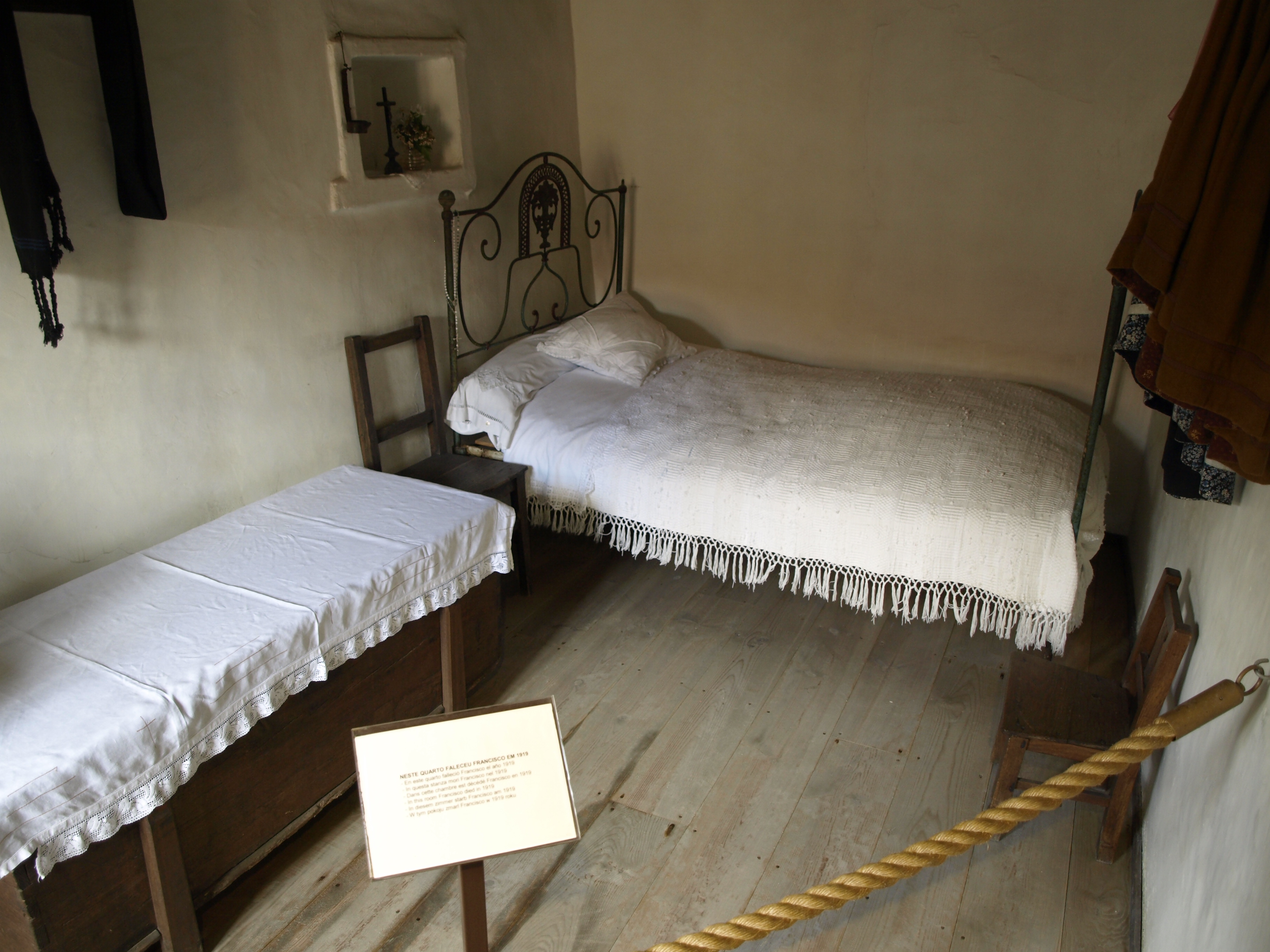
Quarto onde morreu São Francisco Marto